# Rhopalophora venezuelensis
Rhopalophora venezuelensis är en skalbaggsart som beskrevs av Louis Alexandre Auguste Chevrolat 1859. Rhopalophora venezuelensis ingår i släktet Rhopalophora och familjen långhorningar.
Artens utbredningsområde är Venezuela. Inga underarter finns listade i Catalogue of Life.